# ニコライ・ニコラエヴィチ (1856-1929)
ニコライ・ニコラエヴィチ（ロシア語: Никола́й Никола́евич, ラテン文字転写: Nicholas Nikolaevich, 1856年11月6日 - 1929年1月5日）は、ロシアの皇族、陸軍軍人、政治家。ロシア大公。皇帝ニコライ1世の孫。第一次世界大戦開戦時にロシア帝国陸海軍最高司令官、カフカース総督兼カフカース軍総司令官（1915年 - 1917年）、ロシア全軍連合議長（1924年 - 1929年）を歴任。軍人としての最終階級は陸軍騎兵大将。
第一次世界大戦開戦時にロシア帝国軍最高司令官を務めてドイツおよびオーストリア＝ハンガリーとの戦いを指揮したが、1915年に解任され、その後はカフカース方面軍の司令官を務めた。

## 生涯
ニコライ・ニコラエヴィチはロシア皇帝ニコライ1世の三男ニコライ・ニコラエヴィチ大公と、その妻アレクサンドラ・ペトロヴナ大公妃との間に生まれた。ニコライは父と名前および父称が全く同じであるため、息子のニコライには「若い」を意味するムラーチー（Младший）を付け、父のニコライには「年長」を意味するスタールシー（Старший）を付けて区別する場合がある。父ニコライ大公も軍人であり、1877年の露土戦争では元帥としてドナウ川方面での戦いを指揮した。
ニコライはロシア皇帝ニコライ2世の同族の従叔父にあたり、皇帝一族はこの2人をも区別するため、ニコライ大公を「ニコラーシャ」と呼び、皇帝の方を「ニッキー」と呼んでいた。またニコライ大公は長身で、小柄なニコライ2世とは非常に身長差があったため、前者を「背の高いニコライ」、後者を「背の低いニコライ」と呼んで区別する場合もあった。そのためニコライ大公とニコライ2世は折り合いが悪く、大公は自分自身が皇帝であるべきと思っていたと知られている。また、ニコライ大公はニコライ2世の妻、アレクサンドラを忌み嫌っていたといわれる。
ニコライは思想的にはリベラル派として知られ、ドゥーマ（国会）のリベラル派やリベラルなビジネス社会、そして彼らを支持するメディアと非常に密接な関係を持っており、アレクサンドル3世時代に高揚した汎スラブ主義を信じるような国粋主義者ではなかった。

### 軍歴、政治的役割
ニコライの陸軍での軍歴は、ニコライ工兵学校で始まった。1872年に同校を卒業すると、少尉に昇進し、首都サンクトペテルブルクの歩兵訓練大隊に送られた。中尉に昇進したニコライは、騎兵訓練中隊に編入され、1874年には、ニコライ参謀本部アカデミーに入学した。1876年、同校を首席で卒業し、早期に大尉に昇進。1877年に始まった露土戦争では総司令官を務める父の参謀長を務めた。敵の砲火の中、隊列を率いてドナウ川を渡り、兵士たちを鼓舞したという。ニコライはこの戦争で2度戦功を立て、四等聖ゲオルギー勲章と金製武器を授与されている。その後シプカ峠の襲撃に参加。1878年には近衛驃騎兵連隊に配属され、中隊長、大隊長を務め、大佐に昇進し、それに乗じて1884年には連隊長に任じられた。ニコライは軍人として順調に出世し、1890年11月に第2親衛騎兵師団第2旅団長、同年12月には師団長となった。ニコライは気骨のある司令官と評価され、麾下の軍人たちの尊敬を集めてもいた。このことから彼は、戦闘における指揮官というよりは、兵士の訓練教官に向いていたという。
ニコライは非常に信心深い人物であり、朝でも夜でも食前食後は祈りを欠かすことが無かった。田舎にいるのが大好きで、自分の領地の管理をしたり、狩猟をするのを趣味としていた。
露土戦争終戦後、ニコライは12年間、近衛驃騎兵連隊親衛隊に連隊長として所属していた。1890年12月11日から第2衛兵騎兵師団長に就任。1895年5月6日から同年6月8日まで、ニコライは騎兵総監に就任し、中将に昇進する。騎兵総監在職中のニコライは、将兵の訓練と騎兵学校の改革を行い、騎兵と騎馬をより効率よく供給・確保できるよう努めた。1901年、騎兵大将に昇進し、ロシアがドイツとの間に結んだ、ビョルケ密約に反対し、その破棄に貢献した。ニコライは日露戦争では司令官の地位を与えられなかったが、これには皇帝ニコライ2世の思惑があった。皇帝はもし皇族を司令官にして、失態が犯された場合、ロマノフ家の威信が傷つけられるのを危惧していたのである。また、国内情勢が不安な時に、忠誠心の厚い将軍（ニコライのこと）をそばに置いておきたいと考えていたのである。このため、ニコライは戦場で采配を振る機会を逸した。1905年6月、陸軍と海軍の活動を調整するために組織された国家防衛会議（1908年7月に解散）の議長に就任し、参謀本部の軍事省からの分離を実現し、彼の推薦によりフョードル・パリツィン将軍が参謀総長に任命された。ニコライは国防評議会を率いていたが、しばしばその権限を逸脱し、陸軍大臣や海軍大臣の仕事に絶えず干渉したため、軍部の統制に不和を生じさせた。その後、評議会の廃止に伴い、ニコライと対立していた陸軍大臣ウラジーミル・スホムリノフ将軍の影響力が急激に増大した。
1905年10月26日からの国家防衛会議議長職と同時に、衛兵総司令官およびサンクトペテルブルク軍管区総司令官を務め、1909年2月28日より陸海軍将校会議評議員、ロシア帝国親衛隊司令官を務める。
ニコライは1905年のロシア第一革命では極めて重要な役割を果たすことになった。同革命により、国内の無政府状態が拡大し、ロマノフ王朝の未来が風前のともしびとなりつつある中で、皇帝ニコライ2世はセルゲイ・ヴィッテ伯爵の提案する立憲君主体制への改革案を受け入れるか、はたまた軍事独裁体制をしくかの選択を迫られた。このとき、皇帝にとって、ニコライ大公は自身が軍事クーデタを起こす場合でも、軍部の忠誠を自身につなぎ止めておける唯一の人物であった。皇帝は後者の選択肢を選び、ニコライに軍事独裁官の地位を与えようとした。しかしニコライは独裁官に就任するのを拒否し、おもむろにピストルを取り出すと自分のこめかみに銃口をあて、もしヴィッテ伯爵の改革案を了承しないのならば、この場で自決すると皇帝を脅したのである。やむを得ず、ニコライの脅しに動揺した皇帝は、立憲君主制への改革に踏み出すことを決意した。
1905年から第一次大戦開始まで、ニコライは、親衛隊とサンクトペテルブルク軍管区の総司令官を務めていた。ニコライは能力があれば、低い出自の者でも分け隔てなく高い地位に取り立てたので、軍部内での評判を高めた。
1907年、ニコライはモンテネグロ王ニコラ1世の娘アナスタシア・ニコラエヴナと結婚した。アナスタシアはニコライ自身の弟ピョートル大公の妻ミリツァ・ニコラエヴナ大公妃の妹で、ロイヒテンベルク公爵ゲオルギー（ニコライの従兄）と離婚したばかりだった。大公夫妻には子供はいなかったが、結婚は幸福なものとなった。また、大公夫妻はどちらも非常に敬虔な正教徒であり、二人とも神秘主義に傾倒していた。アナスタシアは出身国モンテネグロの反トルコ感情の強い環境で育ったためか、極端なスラヴ民族主義者であった。

### 第一次世界大戦

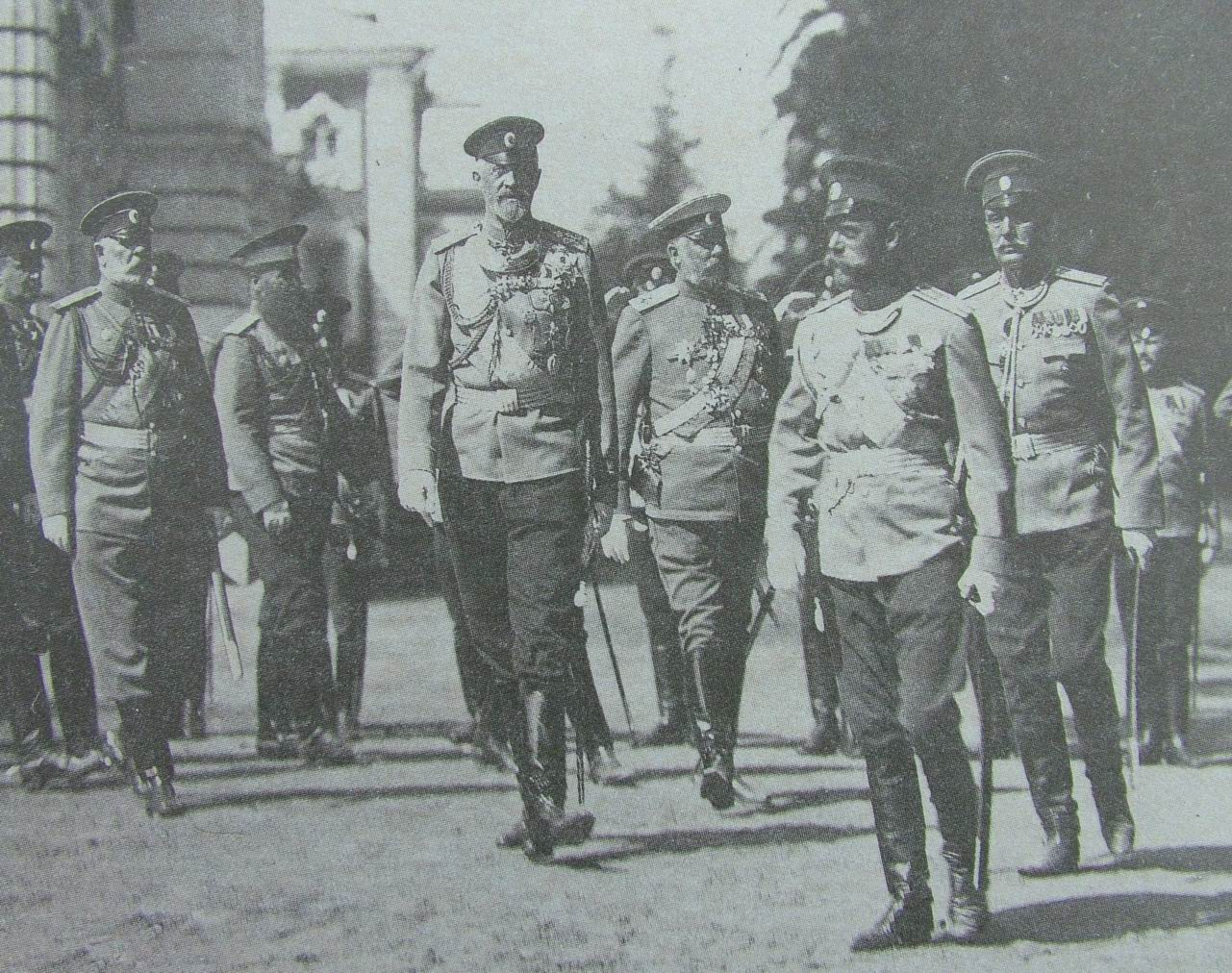
皇帝ニコライ2世とニコライ大公、最前列にいる人物が皇帝、中央の最も背の高い人物がニコライ大公、1913年

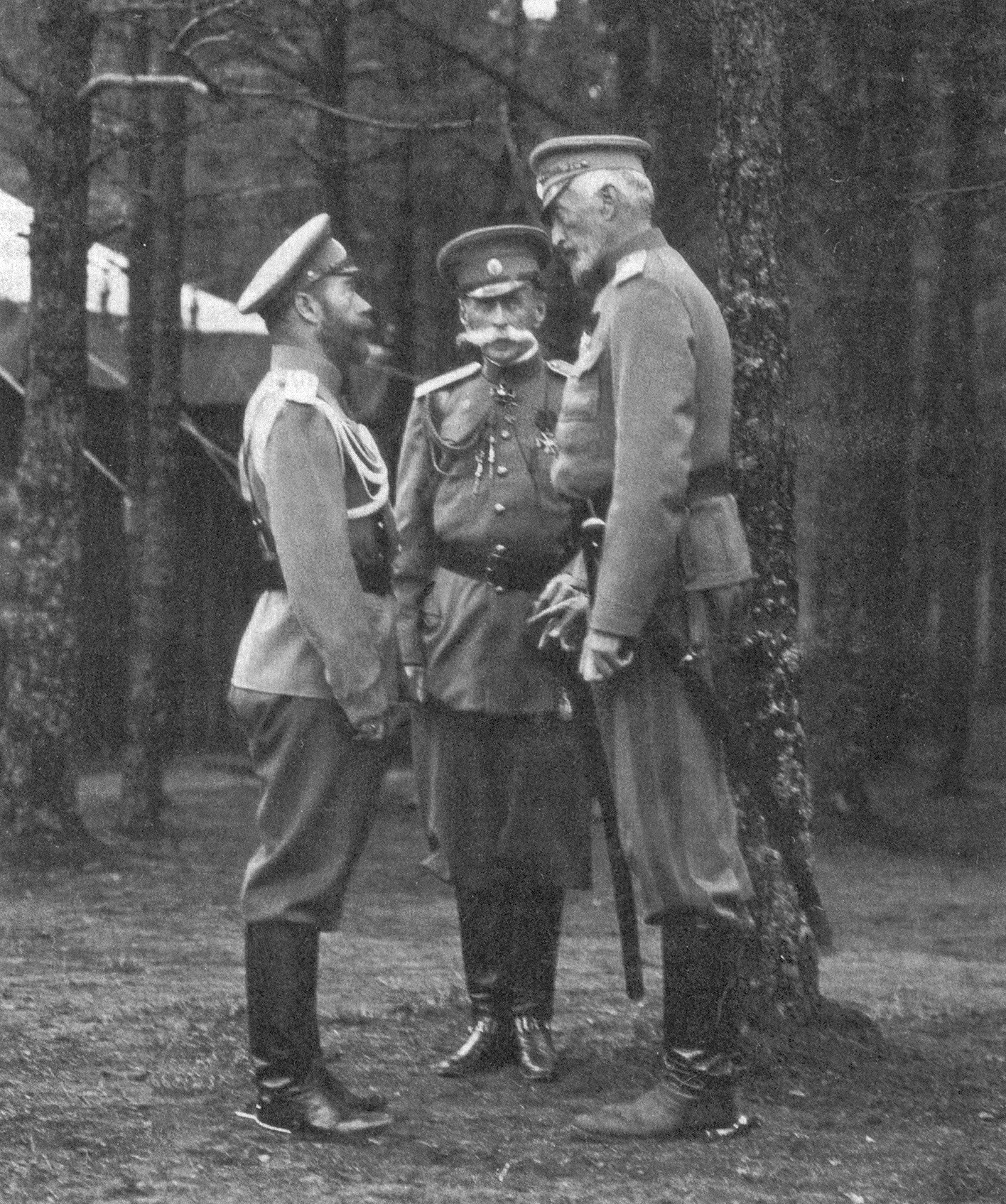
ニコライ・ニコラエヴィチ大公（右）、皇帝ニコライ2世（左）、宮内大臣ウラジーミル・フレデリクス将軍（中央）（1914年9月）

第一次世界大戦に向けた作戦計画と戦争準備はスホムリノフ将軍とその幕僚たちの責任のもとで行われていたため、ニコライはこの時点では何の役割も担っていなかった。総動員3日前になっても、ロシア軍には有能な指揮官が揃っていなかった。第一次大戦がいよいよ始まる段階になって、自分が最高司令官を務める気でいたニコライ2世は、それを拒否する大臣たちの懇願に折れ、1914年7月20日、従叔父のニコライを陸海軍最高司令官に任命した。このときニコライは57歳になっていたが、戦場で総司令官として采配を振ったことは一度もなかった。彼は自分がこれまで一度も率いたことのない巨大な規模の軍隊を統率する任務を背負わされたのだ。ニコライは大本営であるスタフカをそのまま受容したが、彼の権限は最近承認された「軍隊の現地管理に関する規則」によって制限されていた。
ニコライは「陸軍大臣と前線司令官への依存」に陥っていた。ニコライはドイツ、オーストリア＝ハンガリー、トルコなど中央同盟国と戦う全ロシア帝国軍の最高責任者であったが、大戦開始直後から苦戦を強いられた。1914年8月16日、ニコライは最初の根本的な改革を行った。彼はポズナンへの攻勢を中止し、ガリツィアの戦いの勝利的終結のために利用可能なすべての兵力を費やし、ニコライの指揮の甲斐あって同戦いで勝利を収めた。この戦いの勝利はロシア軍の士気を高めたが、アレクサンドル・サムソノフ将軍の軍隊はタンネンベルクの戦いで第1軍と第2軍との連携がうまくいかなかったために、東プロイセンで壊滅的な敗北を喫した。しかし、フランスのフェルディナン・フォッシュ元帥や多くの軍事科学研究者はニコライを「最新軍事技術の最も顕著な現れ」と肯定的に評価することが多い 。
一方で、続いて起きたヴィスワ川の戦いとウッチの戦いではロシア軍が勝利を収めたが、ニコライの最高司令官としての軍隊指揮権は他の将軍たちよりも大きく制限されていた。というのも、ニコライは個人レベルでは将官にも一般兵士にも好かれていたが、ニコライとその参謀たちからは、勝利する公算の大きそうな、首尾一貫した作戦計画の提案が出されることはなかったのである。
また、戦争初年度はロシアの主要国家機構の並立が問題となり、具体的には最高司令部と陸軍省の関係である。戦前に急遽採択された「戦時における軍隊の現場管理に関する規則」によって戦時体制は維持されていたが、この規則には最高司令部と陸軍省の関係や、他の国家機関との関係が規定されていなかった。最高司令官であるニコライと陸軍大臣スホムリノフが互いに嫌悪し合っていたため、問題解決には至らなかった。また、最高司令部と閣僚会議との間に協力関係はなく、その結果、軍隊の補給に深刻な危機が生じた。
ニコライは軍事指導者というより官僚に近い性格だったため、幅広い戦略的な視点や巨大なロシア軍を率いる者に求められる冷酷さを持ち合わせていなかった。彼の司令部は沢山の敗北を喫し、大勢の戦死者を出している前線の状況にもかかわらず、戦時とは思えないほど「平穏な」雰囲気であったという。このままニコライに最高司令官を任せても、ロシア軍の苦境は好転しないと考えた皇帝は、自ら最高司令官に就任しようと決意した。しかし、この知らせは政府および民衆に混乱を引き起こした。アレクセイ・ポリワノフ将軍は閣僚会議で、「政府は、最高司令官である大公（ニコライ）を、敵に対抗するわが軍の指導者として揺るぎない信頼を置いていることをロシア全土に宣言する」と述べた。閣僚たちは皇帝に最高司令官ニコライを更迭しないよう訴えた。1915年3月22日、ニコライはプシェムィシル包囲戦の勝利の功績として、二等聖ゲオルギー勲章を授与されたが、その5か月後の8月21日、ロシア軍が戦略的撤退を行った際に、皇帝はついにニコライを解任を決意し、自ら最高司令官に就任した。

### ミャソエドフ事件
ニコライは自らの軍事指揮能力を過大評価した結果、数々の重大なミスを犯し、それに伴う非難を自分からそらそうとしたため、「ドイツ恐怖症」や「スパイ恐怖症」を煽ることになった。その典型例として最も重要なエピソードのひとつが、ニコライが、ドイツのスパイとされた セルゲイ・ミャソエドフ大佐を処刑した事件である。（ミャソエドフ事件）前線司令官は裁判官の意見の不一致により死刑を承認しなかったが、ニコライは「とにかく吊るせ！」と豪語し、証拠不十分にもかかわらず、1915年3月18日、ミヤソエドフは処刑された。この事件では、彼と関わりのある19人が逮捕され、彼の妻までもがスパイ容疑で告発された。

### カフカースとクリミア

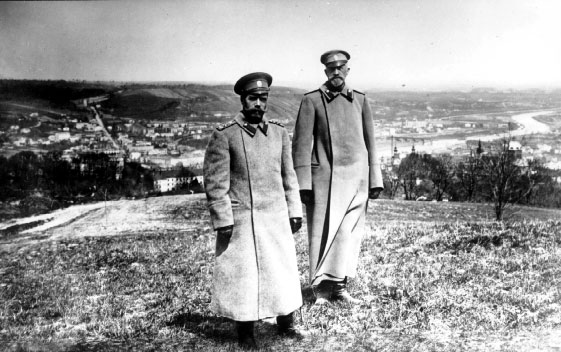
ロシア軍が占領したペレミシル要塞の要塞を視察する皇帝ニコライ2世と最高司令官ニコライ・ニコラエヴィチ大公（1915年4月11日）

ニコライは最高司令官職を解かれてまもなく、カフカース地方の総司令官および総督に任じられた（それまでこの地域で采配を振っていたのはイラリオン・ヴォロンツォフ＝ダーシュコフ伯爵だった）。公式にはニコライが総司令官だったものの、オスマン帝国との戦いを担うカフカース方面軍を実質的に指揮していたのはニコライ・ユデーニチ将軍であった。カフカース総督府配下でロシア帝国の支配下に置かれていた現ジョージアの首都トビリシには、参謀総長ボルホヴィチノフ将軍をトップとする陸軍参謀本部の組織と後援部隊が残っており、ニコライの前任者であるヴォロンツォフ＝ダーシュコフ伯爵の下で設立され、ニコライの下でも維持されていた。ニコライの総司令官在職中に、カフカース方面のロシア軍は遠征軍を派遣し、ペルシアを通過して南側にいたイギリス軍と合流した。1916年、ロシア軍はエルズルムの戦いに勝利してエルズルム要塞、トレビゾンド港、エルズィンジャンを占拠した。オスマン帝国軍はさらに攻勢をかけ、両軍はヴァン湖周辺で一進一退を繰り返したが決着はつかなかった。
総督在任中、カフカース地方にゼムストヴォを導入することが検討され、1916年春にトビリシで地方会議が開かれた。
1916年5月11日、セバストポリ市議会の要請により、ニコライ2世はニコライに「セバストポリ市名誉市民」の称号を与えることを承認した。
1917年、ニコライはグルジアから占領地域まで鉄道を敷設し、人員物資の補給ルートを万全にしてさらなる攻勢をかけようとした。しかし1917年3月に皇帝ニコライ2世が退位すると、ロシア軍は徐々に解体されていった。

### 帝政崩壊後

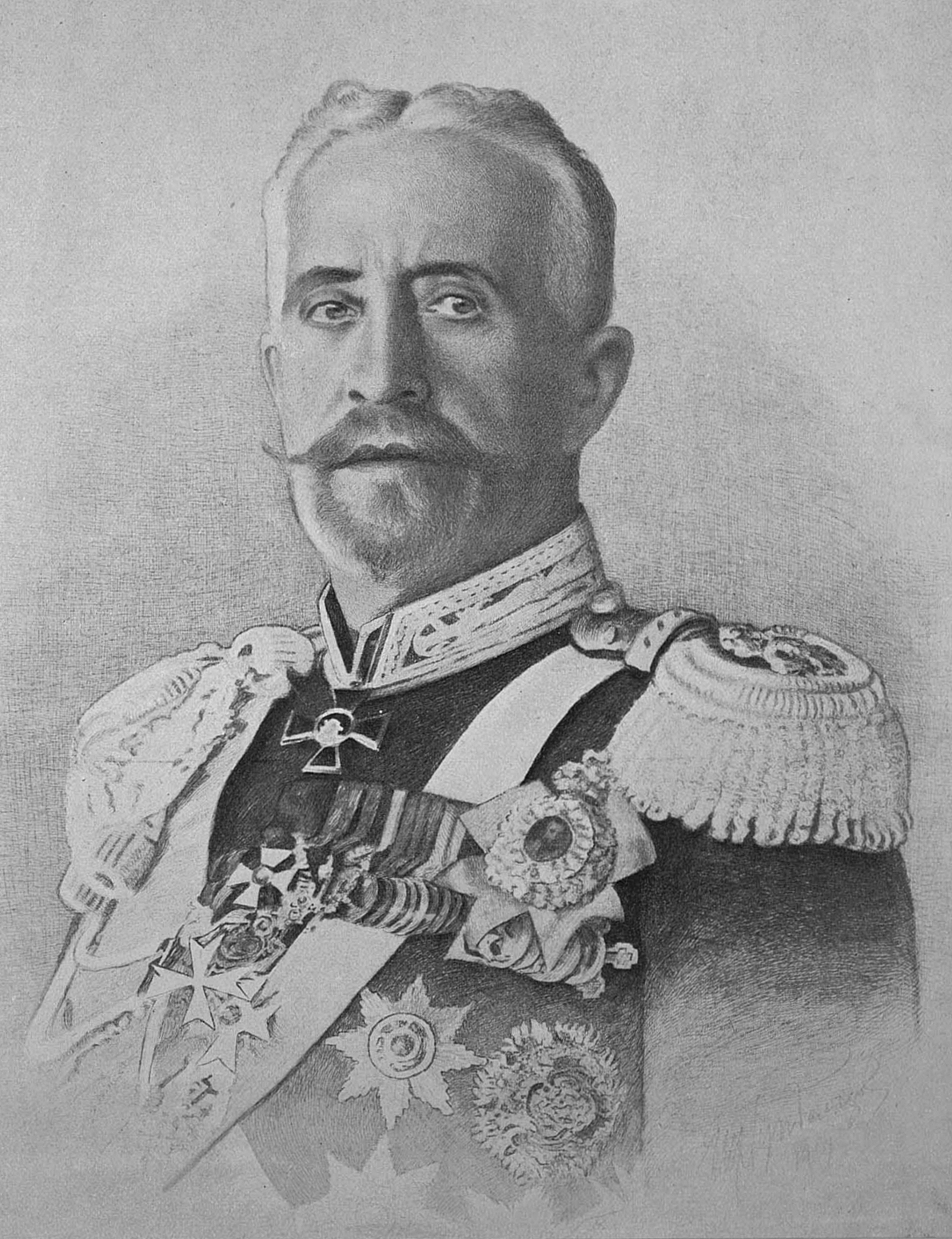
老境のニコライ大公

1916年11月、ニコライはニコライ2世に呼び出され、モギリョフの最高司令部にむかった。同年12月、ニコライ2世は退位し、全ロシア皇帝はニコライが継承することになると思われた。この、1917年1月1日に即位するという提案は、ゲオルギー・リヴォフ公を議長とする会議に参加した、全ロシア都市連合カフカース部議長の
アレクサンドル・ハチソフを通じてニコライに伝えられた。ハチソフの回想によれば、ニコライは考える時間が欲しいと言ったが、2日後、暴力的なクーデターは広い支持を受けないだろうと述べ、皇帝即位を拒否する主旨を伝えた。。
ペトログラードでの2月革命の発生時、ニコライは任地のカフカースにいた。革命の出来事をバトゥミで知り、黒海艦隊司令官のアレクサンドル・コルチャーク提督に会いに行った。
ニコライは3月7日、弟のピョートル・ニコラエヴィチ大公と息子のロマン・ペトロヴィチ皇子を伴ってトビリシを出発し、最高司令官就任のため3月11日にモギリョフの最高司令部に到着した。しかし、臨時政府首班のリヴォフ公から、最高司令官就任は不可能であるとの書簡を受け取り、ミハイル・アレクセーエフ将軍と会談した後、最高司令官就任を辞退した。ニコライはその後、大本営のおかれたモギリョフに現れたが、彼が到着して24時間も経たないうちに、1917年3月11日の陸海軍階級に関する命令により、ニコライは臨時政府首班のリヴォフ公により解任された。3月21日、彼の軍事階級も剥奪された。
ニコライは解任後の2年間を弟のピョートル・ニコライエヴィチが所有していたクリミアのドゥルベル邸で過ごしたが、自宅軟禁を政府から命じられていた時期もあり、十月革命と1918年のドイツ軍によるクリミア占領の間、ニコライは誰とも連絡を取らず、この領地で暮らし、政治的役割を果たすこともほぼ無かった。当時同じくクリミアにいたピョートル・ヴラーンゲリ将軍の回想録によると、ドイツ軍によるコレイズ占領の翌日、ドイツ軍司令部の代表がダルバーに到着した際、ニコライは訪問者たちに、「私が捕虜として、君たちが私に面会を希望するのであれば、それに応じる用意はある。しかし単なる訪問であれば受け入れることはできない」と伝えた。ドイツ軍将校たちから衛兵が必要かと尋ねられたニコライは、我が軍の衛兵を編成するのが好ましいと答え、ドイツ軍はそれを許可した。
一時は南ロシアで活動していた白軍の総司令官にニコライを推す声も挙がったが、アントーン・デニーキン将軍を始めとする白軍の指導者たちは、もし旧皇族を最高司令官に推戴すれば、白軍内の左派勢力が離反しかねないと危惧していたため、ニコライの復帰は実現しなかった。赤軍がクリミアに迫ってきた1919年4月、ニコライは妻アナスタシアを伴い、弟一家とともにイギリス海軍の戦艦「マールバラ」号に乗り込んでロシアを脱出した。
1922年8月8日、ニコライはアムール地方を支配していたミハイル・ディテリフス将軍の開催したゼムスキー・ソボルにより、「全ロシアの皇帝」に推戴された。もっとも、ニコライは3年前に出国していたためその場には居合わせなかった。そしてその2カ月後、アムール地方は赤軍に制圧された。

### 亡命後
ニコライは義弟のイタリア王ヴィットーリオ・エマヌエーレ3世の賓客としてジェノヴァにしばらく身を置いた後、妻を連れてパリ郊外にある小さな城館に移り住んだ。弟のピョートルも同居した。1923年7月から、ニコライと妻のアナスタシアは、パリから20キロ離れたヴァル＝ド＝マルヌ県のショワニー城にあるカントリーハウスに居を構えた。彼はフランスの秘密警察の保護下に置かれており、信頼のおける何人かのコサック退役兵もニコライの身辺を警護していた。ニコライは反ソヴィエトの君主制支持運動の中心人物であり、ヴラーンゲリ将軍とともにロシア全軍連合を率いていた。一部の歴史家によれば、ニコライの実質的な指導力は発揮されなかったが、逆の見方をする者もいる。全軍連合はソビエト・ロシアに諜報員を送り込むことを計画し、実際に何人かのスパイを送り込むことに成功したが、この任務を引き受けたイギリス人の著名スパイ、シドニー・ライリーは後にソヴィエトに摘発されて処刑された。ソビエト秘密警察の幹部たちは報復にニコライを誘拐しようと試みたが、この作戦は失敗に終わった。
一部の白軍勢力の間では、ニコライがロシア王位継承の僭称者と見なされていたが、彼自身それを自称することはなかった。ファシズム勢力と関係を持っていたキリル・ウラジーミロヴィチ元大公が「全ロシア皇帝」の継承を宣言したが、ニコライは断固としてそれを拒否し、君主制の問題は祖国であるロシアの国民が決めることだと主張した。
ニコライを亡命皇帝として宣言しようとするいくつかのグループの試みは、ロシア移民からの明確な支持を得られず、教会や親族からも完全には承認されなかった。
ニコライは健康状態が悪化したため、1928年10月にアンティーブに移ったが、1929年1月5日、避寒のために訪れていた南仏のリヴィエラで老衰のため亡くなった。心臓の急激な衰弱のため、死はほとんど即死だった。遺体は警護の将校、カンヌに幹部がいたアタマン連隊の将校とコサック、その他の将校が担いだ。
葬儀はカンヌの聖ミカエル大天使教会で、セラフィム大司教により、フランスの軍高官の参列のもとで執り行われた。棺の前にはロシア軍の高官で構成された儀仗兵が立っていた。
彼は同じ教会の地下墓地に埋葬された。1935年、彼の妻が彼の隣に埋葬された。

## 犬狩りの布教
1887年、ニコライはトゥーラ県のペルシノ村の朽ち果てた領地を購入し、そこにペルシノ大公猟場を設立した。近くにルリコヴォ駅（現在は廃駅）が建設され、高位の賓客が来訪するようになった。
ペルシノでは繁殖が盛んに行われ、ペルシノのロシア猟犬は「模範的」とされ、子犬は外国人に広く買われた。
この犬種を世界に広めたのはペルシノ狩りであり、革命後もその保存に貢献したと考えられている。